# سكا كيلير
فرانزيسكا ماريا كيلير (بالألمانية: Franziska Maria Keller) وتعرف أيضاً باسم سكا كيلير (بالألمانية: Ska Keller) (من مواليد 22 تشرين الثاني / نوفمبر 1981) هي سياسية ألمانية وعضو في البرلمان الأوروبي. وهي تنتمي إلى تحالف 90/الخضر، وهو جزء من الحزب الأخضر الأوروبي.
تشغل كيلير منصب الرئيس المشارك لمجموعة الخضر/التحالف الأوروبي الحر في البرلمان الأوروبي وعضو لجنة الحريات المدنية والعدل والشؤون الداخلية. كانت سكا كيلير المرشح الأول لحزب الأخضر الأوروبي خلال الانتخابات الأوروبية 2014 مع جوزيه بوفيه وانتُخبت لقيادته مرة أخرى في الانتخابات الأوروبية 2019، مع الهولندي باس ايخوت ‏. تقضي حالياً فترة ولايتها الثالثة (2019-2024)، بينما تم انتخابها لأول مرة في البرلمان الأوروبي عن عمر 27 عاماً في عام 2009.